# Denis Alexandrowitsch Schwidki
Denis Alexandrowitsch Schwidki (russisch Денис Александрович Швидкий, ukrainisch Денис Олександрович Швидкий/Denys Oleksandrowytsch Schwydkyj; * 21. November 1980 in Charkiw, Ukrainische SSR) ist ein ehemaliger russisch-ukrainischer Eishockeyspieler, der im Laufe seiner Karriere unter anderem für die Florida Panthers in der National Hockey League, die Utah Grizzlies und San Antonio Rampage in der American Hockey League sowie für die Krefeld Pinguine und Hannover Scorpions in der Deutschen Eishockey Liga aktiv war.

## Karriere
Denis Schwidki begann seine Karriere als Eishockeyspieler bei Torpedo Jaroslawl, mit dem er in seinem Rookiejahr in der Saison 1996/97 auf Anhieb die Russische Meisterschaft gewann. In seinen beiden Spielzeit für Torpedo in der russischen Superliga erzielte der Angreifer in insgesamt 32 Spielen vier Tore und bereitete weitere drei vor.
Anschließend wechselte er in kanadische Juniorenliga Ontario Hockey League, in der er bis 2000 für die Barrie Colts, die ihn beim CHL Import Draft 1998 in der ersten Runde als insgesamt elften Akteur gezogen hatten, aktiv war. In diesem Zeitraum wurde er im NHL Entry Draft 1999 in der ersten Runde als insgesamt zwölfter Spieler von den Florida Panthers ausgewählt und gewann mit seiner Mannschaft in der Saison 1999/2000 den J. Ross Robertson Cup als Meister der OHL. Für die Panthers absolvierte der gebürtige Ukrainer anschließend in vier Jahren insgesamt 76 Spiele in der National Hockey League, in denen er 25 Scorerpunkte erzielte. Den Großteil seiner Zeit im Franchise der US-Amerikaner verbrachte er allerdings bei deren Farmteams aus der American Hockey League, den Utah Grizzlies und San Antonio Rampage. 
Im Sommer 2004 kehrte Schwidki nach Jaroslawl zurück, wo er für das mittlerweile in Lokomotive umbenannte Team in der Superliga antrat. Für das Team spielte er ebenso ein Jahr lang wie anschließend für dessen Ligarivalen HK Sibir Nowosibirsk und Amur Chabarowsk. Von 2007 bis 2009 stand der ehemalige Junioren-Nationalspieler beim SKA Sankt Petersburg unter Vertrag, für den er in der Saison 2008/09 in der neugegründeten Kontinentalen Hockey-Liga antrat. Zur Saison 2009/10 unterschrieb Schwidki einen Probevertrag bei Kärpät Oulu aus der finnischen SM-liiga, der nach Ablauf im November nicht verlängert wurde.
2010 wurde Schwidki vom HK Jugra Chanty-Mansijsk aus der zweiten russischen Spielklasse, der Wysschaja Liga, verpflichtet, mit dem er die Meisterschaft der Liga gewann. Der HK Jugra wurde im Frühsommer 2010 in die KHL aufgenommen, aber Schwidki erhielt keinen neuen Vertrag. Danach war er zunächst vereinslos, bevor er im Herbst 2010 ein Probetraining bei den Krefeld Pinguinen absolvierte. Ende November 2010 wurde er dann vom Management der Pinguine unter Vertrag genommen. Zur Saison 2012/13 wechselte er zum Ligakonkurrenten Hannover Scorpions. Aufgrund verschiedener Verletzungen konnte er nur 21 Spiele für die Niedersachsen absolvieren, in denen er vier Punkte erzielte. Nach einem Jahr in Hannover schloss sich der Stürmer in der Saison 2013/14 den Heilbronner Falken an. Aufgrund von DEL2-Regularien bezüglich russischer Spieler erhielt er jedoch keine Spielerlaubnis und verbrachte seine letzte Spielzeit bei Titan Klin und dem 
HSC Csíkszereda.

### International
Für Russland nahm Schwidki an den U18-Europameisterschaften 1997 und 1998 sowie den U20-Junioren-Weltmeisterschaften 1999 und 2000 teil.

## Erfolge und Auszeichnungen
| - 1997 Russischer Meister mit Torpedo Jaroslawl - 1999 OHL All-Rookie Team - 1999 OHL Second All-Star Team - 2000 J.-Ross-Robertson-Cup-Gewinn mit den Barrie Colts | - 2000 OHL Third All-Star Team - 2001 AHL All-Star Classic - 2004 AHL All-Star Classic |

### International
- 1998 All-Star-Team der U18-Junioren-Europameisterschaft
- 1999 Goldmedaille bei der U20-Junioren-Weltmeisterschaft
- 2000 Silbermedaille bei der U20-Junioren-Weltmeisterschaft

## Statistik
(Stand: Ende der Saison 2012/13)